# Kleinbladige walaba
De kleinbladige walaba  (Eperua grandiflora) is een boomsoort die gebruikt wordt voor zijn hout.
Het is een altijdgroene boom met een lichte, afgeronde of eivormige kroon die 8-30 meter hoog kan worden. De stam kan aan de basis verdikt zijn maar de plankwortels zijn niet erg groot. De stam kan 12-18 meter onvertakt zijn en 20–80 cm in doorsnee. De boom levert een duurzame houtsoort op. Dankzij wortelknolletjes met stikstofbindende bacteriën kan de boom in zijn eigen behoefte aan deze meststof voorzien en vaak profiteren de bomen en planten eromheen daarvan mee. Het is een boom van het regenwoud die vaak groeit op zure bodems met wit zand.
De boom komt voor in Zuid-Amerika: Brazilië (Amapá), het Franse departement Guyane, Suriname en Guyana.

## Het hout
Het kernhout is rood, roodpaars of donkerbruin en steekt af tegen het 2–6 cm brede wit-grijze spinthout. Het hout bevat veel hars. De nerf is recht en de tekstuur grof. Het is hard, zwaar, stijf, sterk en duurzaam, zelfs in de grond waar het schimmels en termieten weerstaat.
De dichtheid van het versgekapte hout is 1,10 g/cm3 Gedroogd (12% MC) is het 0,93 g/cm3. De buigsterkte is 145 N/mm2 en de elastciteitsmodulus 16800 N/mm2.